# Beaugency
Beaugency – miejscowość i gmina we Francji, w Regionie Centralnym, w departamencie Loiret.
Według danych na rok 1990 gminę zamieszkiwało 6917 osób, a gęstość zaludnienia wynosiła 420 osób/km² (wśród 1842 gmin Regionu Centralnego Beaugency plasuje się na 45. miejscu pod względem liczby ludności, natomiast pod względem powierzchni na miejscu 813.).

## Historia
Panowie Beaugency doszli do znaczenia w XI i XII wieku; pod koniec XIII wieku posiadłość została sprzedane koronie, a następnie przeszła na własność Domu Orleańskiego.
Miasto Beaugency było czterokrotnie okupowane przez Anglików podczas wojny stuletniej. W dniach 16-17 czerwca 1429 roku było świadkiem bitwy pod Beaugency, kiedy to zostało ostatecznie wyzwolone przez Joannę d’Arc. Beaugency zostało spalone przez protestantów w roku 1567, kiedy to poważnie uszkodzone zostały mury miejskie, zamek i kościół Ocalał jedynie średniowieczny donżon.
W dniach 8-10 grudnia 1870 roku armia pruska dowodzona przez Friedricha Franza II, Wielkiego Księcia Mecklenburgii-Schwerinu, pokonała w tym miejscu i zmusiła do kapitulacji francuską Armię Loary dowodzona przez generała Antoine’a Chanzy'ego.
W roku 1940 i ponownie w 1944 miasto zostało zbombardowane przez Luftwaffe. 16 września 1944 w tym samym miejscu wojska niemieckie w sile 18 850 żołnierzy i 745 oficerów, dowodzone przez generała-majora Elstera, skapitulowały wobec dowódcy 83. Dywizji Piechoty US Army, generała Roberta C. Macona.

## Zabytki
- Zamek w Beaugency zbudowany przez hrabiego Jeana de Dunois. W zamku ma swoją siedzibę Musée Vannier;
- Donjon de César – pozostałość z XI wiecznej twierdzy;
- romański kościół Notre Dame z XII wieku należący do opactwa, gdzie w 1152 odbył się sobór który unieważnił małżeństwo Ludwika VII z Eleonorą Akwitańską;
- trójkątna wieża na Place St-Firmin - jedyna pozostałość po XV-wiecznym kościele;
- starówka z Domem Templariuszy, ratuszem z XVII wieku z pięknymi gobelinami, wieżą bramną (Tour de l'Horloge).

## Miasta partnerskie
- Świątniki Górne  Polska